# دومينيك وود
دومينيك وود (بالإنجليزية: Dominic Wood)‏ هو مقدم تلفزيوني بريطاني، ولد في 3 يناير 1978 في إكزتر في المملكة المتحدة.

## وصلات خارجية
- دومينيك وود على موقع IMDb (الإنجليزية)
- دومينيك وود على موقع قاعدة بيانات الفيلم (الإنجليزية)